# Séamus Ennis
Pour les articles homonymes, voir Ennis (homonymie).
Séamus Ennis, né le 5 mai 1919 à Finglas (comté de Dublin) et décédé le 5 octobre 1982 à Naul (en) (comté de Dublin), est un joueur irlandais de uilleann pipes, chanteur et collecteur de musique irlandaise traditionnelle.

## Les jeunes années
En 1908, James Ennis, le père, entre dans un mont-de-piété de Londres et y achète un sac de pièces de uilleann pipes, réalisés au début du XIXe siècle par le luthier Coyne de Dublin. Il était alors fonctionnaire à Naul (comté de Dublin).
En 1912, le même James Ennis remporte une compétition de cornemuses, organisée par Oireachtas, le corps législatif irlandais, et se classe deuxième dans la catégorie des uilleann pipes. Il est également à cette époque un danseur de premier plan. Il épouse Mary McCabe en 1916. De cette union naquirent six enfants dont Séamus, qui vient au monde le 5 mai 1919 dans le quartier Jamestown de Finglas, une banlieue résidentielle au nord de Dublin.
James Ennis fait partie du Fingal trio, avec Frank O'Higgins (fiddle) et John Cawley (flûte), à qui se produit parfois à la radio.
Plongé dans la musique depuis son plus jeune âge, c'est à treize ans que Séamus Ennis reçoit ses premières leçons de cornemuse de son père. Il lui apprend comment déchiffrer les airs dans le recueil de Francis O'Neill. Séamus Ennis suit les cours d'écoles en langue irlandaise (Scoil Cholm Cille et Tourmakeady College), où il acquiert la pratique de l'irlandais et de l'anglais. Il passe un examen d'employé pour le bureau du chômage, mais ne parvient pas à se qualifier. Il se retrouve alors sans emploi à l'âge de vingt ans.

## The Three Candles Press
Colm Ó Lochlainn, l'éditeur de Irish Street Ballads (les chansons irlandaises des rues) est un ami de la famille Ennis. En 1938, Séamus Ennis lui ayant confié qu'il voulait s'engager dans la British Army (littéralement l'armée de terre britannique), Ó Lochlainn lui offre un emploi au journal The Three Candles Press, où Ennis apprendra tout ce concerne l'impression, y compris la notation musicale sur des portées, une notion qui se révèlera importante par la suite. Ó Lochlainn est également le chef d'un chœur irlandais, An Claisceadal, où Ennis chantera. En 1942, durant la période dite de  The Emergency (état d'urgence déclaré le 2 septembre 1939), rationnement et pénurie rendent la vie de l'imprimerie difficile. Le professeur Séamus Ó Duilearga (en) de l'Irish Folklore Commission embauche le jeune homme de vingt-trois ans pour collecter des chants. Avec pen, paper and pushbike (crayons, papier et bicyclette) et trois livres par semaine, il part pour le Connemara.

## Le collecteur de musique
De 1942 à 1947, travaillant alors pour l'Irish Folklore Commission, Séamus Ennis collecte des airs dans l'ouest du Munster, les comtés de Galway, Cavan, Mayo, Donegal, Kerry, les îles d'Aran et les Hébrides écossaises. Sa connaissance du gaélique écossais lui permet de transcrire la plupart des chants collectés par John Lorne Campbell. Elizabeth Cronin de Baile Mhuirne dans le comté de Cork, enchantée de ses discussions avec le collecteur, prépare chacune de ses visites en transcrivant sur papier musique ses propres œuvres. Pendant ces cinq années, il recueille 2 000 titres environ.
En 1947, il commence à travailler avec Radio Eireann comme employé indépendant. Présentateur à la radio, il fait enregistrer Willie Clancy, Sean Reid et Micho Russell (en) pour la première fois. En 1951, Alan Lomax et Jean Ritchie débarquent des États-Unis pour enregistrer des chants et airs irlandais. Il existe une photographie montrant Jean Ritchie se précipitant vers un magnétophone alors que Séamus Ennis commence à jouer des uilleann pipes.

## As I Roved Out
En 1951, il rejoint la BBC. Il emménage à Londres pour travailler avec le producteur Brian George.
En 1952, il épouse Margaret Glynn. Le couple a deux enfants, Catherine et Christopher.
Son travail consiste à enregistrer de la musique traditionnelle anglaise, écossaise, galloise et irlandaise et de la diffuser à la BBC Home Service, radio nationale britannique qui émit de 1939 à 1967. L'émission s'appelle As I Roved Out (alors que je vagabondais...) et dure jusqu'en 1958. Le poète Dylan Thomas s'intéresse à ce projet. Pour lui, il s'agit d'une tournée des bars dans le Royaume-Uni. Rencontrant à nouveau Alan Lomax, Séamus Ennis est le principal responsable de l'album Folk an Primitive Music (partie consacrée à l'Irlande) publié sous le label Columbia.

## Musicien professionnel
En 1958, alors que son contrat avec la BBC n'est pas renouvelé, il commence à travailler pour son propre compte, d'abord en Angleterre, puis de retour en Irlande, avec la nouvelle chaîne de télévision Teilifis Éireann. Très vite, il ne compte plus que sur ses talents de musicien pour assurer sa subsistance. C'est à cette période que son ménage se brise. Il souffre de tuberculose et reste malade pendant un certain temps. En 1964, il se produit au festival de folk de Newport. Son père lui fait alors don des instruments achetés en 1908.
Le style des sonneurs de cornemuse peut généralement être classé comme serré ou ouvert. Celui de Séamus Ennis demeure entre ces deux normes. Il est un maître dans l'interprétation des slow airs, décorant les notes longues avec des variations sensibles et discrètes.

## Deux sessions légendaires
Deux événements demeurent dans la mémoire des joueurs de uilleann pipes. La première se déroule à Bettystown en 1968, lors de la création de la société des sonneurs irlandais, Na Píobairí Uilleann (en). Après avoir usé la patience de l'auditoire en accordant ses bourdons pendant près de vingt minutes, Ennis commence ses interprétations. Pendant plus d'une heure, il joue de ses uilleann pipes de plus de 130 ans. Il prie ensuite Willie Clancy de jouer de ce même instrument, qui accepte. À son tour Liam O'Flynn (Liam Og Ó Floinn) est invité à prendre ces pipes, et le vénérable instrument passe de main en main dans l'assistance.
Le second événement se situe dans le Dowlings' pub, à Prosperous (comté de Kildare). Christy Moore et d'autres membres du futur groupe Planxty s'y trouvaient également.
Séamus Ennis n'a jamais enseigné son art du jeu, mais son enthousiasme a influencé nombre de sonneurs. Au début des années 1970, il partage une maison avec Liam O'Flynn pendant près de trois ans. Il s'installe finalement à Naul sur un terrain ayant appartenu à ses grands-parents et y vit dans un mobile home. Un de ses derniers concerts se déroule à la Willie Clancy Summer School en 1982.
Il décède d'un cancer le 5 octobre 1982. Ses uilleann pipes ont été léguées à Liam O'Flynn.
Le producteur de radio, Peter Browne, a par la suite publié une compilation de ses enregistrements couvrant 40 ans de carrière, appelée The Return from Fingal.

## Divers
Séamus Ennis est le personnage du chant de Christy Moore The Easter Snow, qui est également le titre d'un slow air qu'Ennis aimait jouer, et le nom qu'il donna à sa dernière demeure de Naul.

## Discographie
Soliste
- The Bonny Bunch of Roses (1959) ;
- Forty Years of Irish Piping (1974) ;
- The Pure Drop (1974) ;
- The Fox Chase (1974) ;
- The Best of Irish Piping (1974) ;
- Irish Pipe and Tin Whistle Songs (1976) ;
- Feidlim Toon Ri's Castle (1977) ;
- The Ace and Deuce of Piping ;
- The Wandering Minstrel (1977) ;
- The Return from Fingal (1997) ;
- Two Centuries of Celtic Music (2001) ;
- Séamus Ennis - Ceol, Scealta agus Amhráin (2006, œuvre de 1961 remastérisée).

Anthologies (avec d'autres artistes)
- Irish Pipe and Tin Whistle Songs (1994) (différent de l'enregistrement de 1976 déjà cité) ;
- Green Linnet 20th Anniversary Collection (1996) ;
- Alan Lomax Sampler (1997) ;
- Traditional Dance Music of Ireland (1997).

## Sources
- (en) Hommage de Breandán Breathnach.